# Diphilosz (komédiaköltő)
Diphilosz (Δίφιλος, i. e. 355, Szinópé – i. e. 289, Szmürna) görög komédiaköltő, Menandrosz kortársa, az „új attikai komédia” képviselője. Mintegy száz komédiát írt, de csak néhány töredék maradt fenn ezekből. Sokat vándorolt Hellászban, hosszabb időre csak Athénban telepedett le, itt írta és mutatta be művei jelentős részét. Plautus több művében is felhasználta Diphilosz komédiáit, az Asinaria az Ὀναγός, a Casina a Κληρούμενοι címűekből merít, valamint feltehetően a Rudens is innen ered. Hasonlóképp Publius Terentius Afer is átvett egyes jeleneteket tőle.
Diphilosz stílusa egyszerű és természetes volt, nyelvezetét egész Attikában megértették. Nagy figyelmet fordított a verselésre, állítólag feltalált egy különleges mértéket. Műveinek ismert címei:
- Ἄγνοια (Agnoia [tudatlanság], de lehet, hogy Kalliadész írta)
- Ἀδελφοί (Adelphoi [testvérek])
- Ἀλείπτρια (Aleiptria [masszőrnő])
- Ἄμαστρις (Amasztrisz)
- Αἱρησιτείχης, (Airésziteikhész vagy Εὐνοῦχος o Στρατιώτης [Eunukhosz o Sztratiótész])
- Ἀνάγυρος (Anagürosz)
- Ἀνασωζόμενοι (Anaszózomenoi [megszabadított])
- Ἄπληστος (Aplésztosz[telhetetlen])
- Ἀποβάτης (Apobatész [cseles utazó])
- Ἀπολιποῦσα (Apolipusza [falevélasszony])
- Βαλανεῖον (Balaneion [fürdőház])
- Βοιώτιος (Boiótiosz [boiótiai])
- Γάμος (Gamosz [esküvő])
- Δαναδες (Danaidesz)
- Διαμαρτάνουσα (Diamartanusza [teljesen tökéletlen nő])
- Ἐγκαλοῦντες (Enkaluntesz [vádló])
- Ἐκάτη (Hekaté)
- Ἑλενηφοροῦντες (Helenéphoruntesz
- Ἐλλεβοριζόμενοι (Helleborizomenoi [a hunyor lakói])
- Ἔμπορος (Emporosz [kereskedő])
- Ἐναγίζοντες (Enagizontes vagy Ἐναγίσματα [Enagimnata])
- Ἐπιδικαζόμενος (Epidikazomenosz [felperes])
- Ἐπιτροπή (Epitropé vagy Ἑπιτροπεύς [Epitropeusz])
- Ἐπίκληρος (Epiklérosz [örökös])
- Ζωγράφος (Zűgraphosz [festő])
- Ἡρακλῆς (Héraklész)
- Ἡρως (Hérosz [hős])
- Θησαυρός (Thészaurosz [kincs])
- Θησεύς (Thészeusz)
- Κιθαρῳδός (Kitharódosz)
- Κληρούμενοι (Klérumenoi [sorsvetés])
- Μαινόμενος (Mainomenosz [bolond])
- Μνημάτιον (Mnémation [kis síremlék])
- Παιδερασταί (Paiderasztai [pederaszták])
- Παλλακή (Pallaké [ágyas])
- Παράσιτος (Paraszitosz [parazita])
- Πελιάδες (Peliadesz [Peliasz húga])
- Πιθραύστης (Pithrausztész)
- Πλινθοφόρος (Plinthophorosz [téglahordó])
- Πολυπράγμων (Polügragmón [fontoskodó])
- Πύρρα (Pürrha)
- Σάπφω (Szapphó)
- Σικελικός (Szikelikosz [szicíliai])
- Συναποθνήσκοντες (Szünapothnészkontesz [haláltusa])
- Σύντροφροι (Szüntrophroi)
- Συνωρίς (Szünórisz)
- Τελεσίας (Telesziasz)
- Φρέαρ (Phrear [kút])
- Φιλάδελφος (Philadelphosz [barát] vagy Φιλάδελφοι [barátok])
- Χρυσοχόος (Khrüszokhoosz [aranyműves])

## Fordítás
- Ez a szócikk részben vagy egészben  a   Diphilus című angol Wikipédia-szócikk ezen változatának fordításán alapul.  Az eredeti cikk szerkesztőit annak laptörténete sorolja fel. Ez a jelzés csupán a megfogalmazás eredetét és a szerzői jogokat jelzi, nem szolgál a cikkben szereplő információk forrásmegjelöléseként.